# Integrità digitale
Il diritto al rispetto dell'integrità digitale è un nuovo diritto emergente volto a tutelare la vita digitale delle persone.

## Principio
Ogni persona (fisica o giuridica) ha diritto al rispetto della propria integrità fisica e morale. La rivoluzione digitale ha dato origine al concetto di "vita digitale". «Se gli esseri umani hanno un'esistenza digitale, c'è ragione di ritenere che la loro integrità si estenda anche a questa dimensione»
Contenuto nel diritto alla vita, il diritto all'integrità digitale viene proposto come giustificazione di tutti i diritti digitali. L’inclusione del diritto all’integrità digitale tra i diritti fondamentali consente di rivendicare il diritto all’autodeterminazione informativa a livello costituzionale.

## Il diritto all’integrità digitale nei diversi Paesi

### Costa Rica
Nel 2023 è stata organizzata una conferenza presso l’Assemblea legislativa costaricana sul tema dell’intelligenza artificiale e della democrazia partecipativa, in cui è stata presentata anche l’evoluzione del diritto all’integrità digitale.

### Francia
In un discorso del 15 giugno 2017, il Presidente della Repubblica francese, Emmanuel Macron, ha fatto riferimento alla nozione di integrità digitale nel contesto di sicurezza della società digitale: " La criminalità informatica e gli attacchi informatici sono le principali minacce all'integrità digitale e la Francia deve puntare all'eccellenza in questo ambito proteggendo i dati personali e l'integrità digitale".
Il 7 febbraio 2018, un membro del parlamento francese ha proposto un emendamento per dare ai dati un valore patrimoniale e morale, in modo che ogni persona abbia autorità sulla propria integrità digitale ma non è stato accettato.

#### Città di Strasburgo
Il 9 dicembre 2024, il Consiglio comunale di Strasburgo ha adottato all'unanimità una mozione presentata dal Group Strasbourg écologique et citoyenne per il "diritto all'integrità digitale dell'individuo nei suoi principi fondamentali al fine di garantire un accesso equo e di qualità ai servizi pubblici online e offline"

### Germania
Il 29 maggio 2021, il Partito Pirata Tedesco ha inserito il diritto all'integrità digitale nel suo programma politico in occasione delle elezioni federali tedesche. Il Partito Pirata propone di modificare l'articolo 2(2) della Legge fondamentale della Repubblica Federale di Germania . Il testo proposto è "Ogni individuo ha diritto alla vita e all'integrità fisica e digitale. La libertà personale è inviolabile. Questi diritti possono essere limitati solo dalla legge".

### Svizzera

#### Politica
Il concetto di integrità digitale è stato difeso dal Partito Pirata Svizzero, che denuncia regolarmente gli attacchi contro di esso. Il Partito Socialdemocratico ha incluso la nozione di integrità digitale nella sua Politica di Internet: "Il partito è impegnato nel riconoscimento e nella protezione dell'integrità digitale dei cittadini. Garantire l'integrità digitale è la leva principale per il diritto all'autodeterminazione informativa".

#### Giurisprudenza

##### Livello federale
Un progetto di iniziativa popolare mira ad aggiungere il diritto all'integrità digitale all'articolo 10 della Costituzione federale svizzera . Il progetto di iniziativa popolare "Per la sovranità digitale" mira a modificare la Costituzione federale della Confederazione svizzera in senso lato, puntando sull'integrità e sulla sovranità digitale. 
Il 29 settembre 2022, Samuel Bendahan ha presentato un'iniziativa parlamentare per introdurre il diritto all'integrità digitale nella Costituzione federale. Tuttavia, a dicembre 2023, il Consiglio nazionale ha respinto la proposta con 118 voti contrari e 65 a favore. La maggioranza che aveva esaminato in anticipo il testo, riteneva che questa aggiunta avrebbe avuto un impatto essenzialmente simbolico.

##### Livello cantonale

###### Cantone di Basilea Città
Nel novembre 2024, diversi membri del Gran Consiglio di Basilea Città hanno depositato una mozione chiedendo di aggiungere il diritto all’integrità digitale, incluso il diritto a una vita offline, nella Costituzione cantonale.

###### Cantone di Ginevra
Nel settembre 2020, la sezione ginevrina dei Liberali ha lanciato un'iniziativa popolare cantonale per includere nella Costituzione ginevrina un paragrafo che stabilisca che "ogni individuo ha il diritto di salvaguardare la propria integrità digitale". Nel novembre 2020 l'iniziativa è stata abbandonata a favore di una legge costituzionale. Il progetto di legge costituzionale è stato depositato il 28 aprile 2021 e prevede l'aggiunta di un nuovo paragrafo identico a quello dell'iniziativa. Il 22 settembre 2022 il Gran Consiglio di Ginevra ha approvato la legge costituzionale.  Infine, il 18 giugno 2023, un referendum popolare ha sancito con oltre il 94% dei voti favorevoli l'inserimento di questo nuovo diritto nella costituzione cantonale.
Il nuovo articolo costituzionale, art. 21A, include inoltre garanzie supplementari per il trattamento dei dati personali di competenza del Cantone e comprende l'impegno del Cantone ad affrontare il divario digitale attraverso la promozione dell'inclusione digitale, la sensibilizzazione dell'opinione pubblica in materia digitale, nonché l'impegno nello sviluppo e nell'attuazione della sovranità digitale svizzera.

Mappa del recepimento del diritto all'integrità digitale da parte dei cantoni svizzeri nel luglio 2024.

###### Canton Giura
Il 28 settembre 2022, Quentin Haas, membro del parlamento del Giura, ha presentato un'iniziativa parlamentare intitolata "Garantire l'integrità digitale per tutti". Questa è stata accettata il 15 febbraio 2023.

###### Cantone di Neuchâtel
Un progetto di decreto per modificare la Costituzione della Repubblica e Cantone di Neuchâtel è stato presentato al Gran Consiglio di Neuchâtel nel gennaio 2023 e successivamente approvato. La modifica è stata sottoposta a votazione popolare il 24 novembre 2024. L'introduzione dell'integrità digitale nella Costituzione è stata accettata dal 91,51% degli elettori.

###### Canton Vallese
La Commissione dell'Assemblea costituente sui diritti fondamentali del Canton Vallese propone l'introduzione nella futura Costituzione di un paragrafo che stabilisca che "Ogni essere umano ha diritto all'integrità digitale". Sottoposta al voto popolare nel marzo 2024, la revisione della Costituzione è stata respinta.

###### Canton Vaud
Un’iniziativa depositata nel gennaio 2023 da una quarantina di parlamentari propone di aggiungere l’articolo 15a Protezione dell’integrità digitale nella Costituzione vodese.

###### Canton Zugo
Una petizione presentata al parlamento nel giugno 2023 dal partito politico locale Pirat propone di aggiungere il diritto all'integrità digitale in un nuovo articolo 8 bis della costituzione di Zugo.
Canton Zurigo
Nel marzo 2024, il Partito Pirata politico locale ha lanciato una campagna di firme per un'iniziativa popolare volta a introdurre l'integrità digitale nella sua costituzione cantonale. Il 21 agosto 2024 l'iniziativa è stata depositata presso il Canton Zurigo con 9.841 firme (per la sua validità sarebbero state necessarie 6.000 firme)